# پی‌سی فرمت
پی‌سی فرمت (به انگلیسی: PC Format) یک مجلهی بریتانیایی است که توسط شرکت فیوچر پی‌ال‌سی منتشر می‌شود. این مجله که از سال ۱۹۹۱ چاپ می‌شود، شامل مقالاتی پیرامون بازی‌های رایانه‌ای، سرگرمی‌ها، نحوهٔ کار با نرم‌افزارها و سخت‌افزارها است. معمولاً پی‌سی در پی‌سی فرمت نماد رایانه‌هایی با سیستم عامل مایکروسافت ویندوز می‌باشد؛ هر چند گاهی به دیگر رایانه‌ها هم اشاره‌ای می‌شود.